# 失憶24小時
《失憶24小時》（英語：The Forgotten Day），為香港電視廣播有限公司拍攝製作的時裝黑色幽默懸疑推理電視劇，由郭晉安、譚俊彥、王君馨及湯洛雯領銜主演，並由姜大衞、譚凱琪、江欣燕、何遠東、張達倫、劉思希、胡楓及單立文聯合演出，監製王心慰。
此劇講述兩個背景、身份截然不同的人物，將兩人相交的過程與失憶二十四小時作故事串連，將社會荒誕現象及人物，以輕喜劇手法呈現。
此劇為2020年香港國際影視展十一部推介劇集之一。及為2021無綫節目巡禮十四部劇集之一及為無綫電視2021年賀歲劇之一。

## 演員表

### 吳家
| 演員   | 角色   | 暱稱／關係 |
| 郭晉安 | 吳耀中 | 吳中、中哥、阿中 原爲查記冰室侍應，後爲「Rockson Mart」便利店員工 「森之風壽司店」前壽司師傅，後因監守自盜被解僱而被捕 賭徒，逢賭必輸，經常向財務公司借錢 吳順美、吳耀松之兄 施文雅之夫，已分居，後被其疏遠，被其決定離婚，最後復合 吳冠一之父 伊雲思之前大舅 因馬學勤追求施文雅而成為其情敵 參見蒙一言綁架案相關人物                                |
| 譚凱琪 | 施文雅 | Maya 化妝品售貨員 吳耀中之妻，已分居，後以為吳耀中有外遇而疏遠他，並決定與他離婚，最後和好 吳冠一之母 吳順美、吳耀松之大嫂 譚靜宜之同事兼朋友 艾凡之表姨 於第11集掌摑吳耀中 於第13集因在家中暈倒被吳耀中送到醫院，而認識了馬學勤並開始對他有好感 於第19集與馬學勤去澳門看演唱會 於第20集被吳耀中冤枉把他推下海                                       |
| 江欣燕 | 吳順美 | Mable、吳順氣（吳耀中專稱）、May May（伊雲思專稱） 計程車司機 伊雲思之前妻，對他迷戀，被他欺騙金錢及感情，於第6集復合，於第23集反目 吳耀中之妹 吳耀松之姊 施文雅之姑仔 吳冠一之姑姐 游菲兒之閨蜜好友 於第6集重遇伊雲思 於第24集曾被懷疑殺害游菲兒並被帶回協助調查                                                                                    |
| 何遠東 | 吳耀松 | 肥松 停車場洗車店員工 智力障礙人士，智商只有十歲，總是不會說謊 特別喜歡吃酸奶 吳耀中、吳順美之弟 施文雅之叔仔 吳冠一之叔父 伊雲思之前舅仔 陳Sir之下屬 蒙一言之好友 於第16集因被何先生誣陷偷錶被關進警察局，後被保釋 於第18集因吃酸奶過多得腸胃炎入院治療 於第24集因警方懷疑其兄和姊爲殺人兇手而欲代替二人頂罪並欲自己爲畏罪自殺 於第25集畏罪自殺失敗 |
| 方哲翷 | 吳冠一 | 一哥、阿一 小學生 吳耀中、施文雅之子，一直想父母和好如初而經常為吳耀中製造機會討好施文雅 吳順美、吳耀松之侄子 伊雲思之前侄子 蔣進之同學，經常被他欺凌 艾凡之表弟 因家庭關係比同齡人成熟 嚮往探索太空之旅，未來志願是太空人 於第12集出發美國遊學團之旅，到達後受到居於美國的表姐艾凡互相照應 於第20集從美國回港                                       |

### 蒙家
| 演員           | 角色   | 暱稱／關係 |
| 胡 楓          | 李翰滔 | 滔朗物流創辦人 李秀芳之父 蒙君瑞之岳父，與他針鋒相對 蒙一言、蒙小豆之外公 於第15集登場 於第18集返回外國 |
| 姜大衞         | 蒙君瑞 | Peter、瑞哥（金清鈴專稱） 退休人士，曾爲滔朗物流前老闆 蒙一言、蒙小豆之父 李秀芳之夫 李翰滔之女婿，與他針鋒相對 游菲兒之家公，與她不和 金清鈴之知己 一直以為蒙一言錯手將游菲兒殺死（但事實上為游菲兒自己失足墮崖死亡），蒙一言失憶後不斷勸他離港到台灣，因此被蒙一言誤會，於第26集和好 於第25集打暈吳耀中並搶走並銷毀記憶卡，並為了幫蒙一言頂罪向警方宣稱自己錯手殺死游菲兒 於第26集因謀殺游菲兒及妨礙司法公正而被警方拘捕，但結局沒有交代其下場 |
| 何綺雲         | 李秀芳 | 李翰滔之亡女 蒙君瑞之亡妻 蒙一言、蒙小豆之亡母 游菲兒之亡奶奶 已去世，僅被蒙家各人及李翰滔提及 |
| 張子（青年）   | 蒙一言 | 阿蒙、傻佬（吳耀中專稱）、乸型（蔣龍專稱）、言仔（李翰滔、蒙君瑞專稱） 「One & One」室內設計公司老闆／室內設計師 娘娘腔 蒙君瑞、李秀芳之子 蒙小豆之兄 游菲兒之夫，與她結婚六年 李翰滔之外孫 蘇德正之生意拍擋，後反目 吳順美之好友，在其幫助下尋找游菲兒 藍海晴之病人兼朋友，並被她暗戀 於第6集在蔣龍威迫下，與吳耀中假裝綁架蔣龍 於第13集與蘇德正打架，後摔倒並被藍海晴救起 於第19集和藍海晴發生一夜情 於第26集觀看片段誤以為自己推了游菲兒落山而決定自首，最終因沒有足夠證據而根據疑點利益歸於被告精神無罪釋放 （雖然結局交代真相為游菲兒自己失足墮下死亡，但是蒙一言最終還是無法記起） 參見蒙一言綁架案相關人物 |
| 譚俊彥         | 蒙一言 | 阿蒙、傻佬（吳耀中專稱）、乸型（蔣龍專稱）、言仔（李翰滔、蒙君瑞專稱） 「One & One」室內設計公司老闆／室內設計師 娘娘腔 蒙君瑞、李秀芳之子 蒙小豆之兄 游菲兒之夫，與她結婚六年 李翰滔之外孫 蘇德正之生意拍擋，後反目 吳順美之好友，在其幫助下尋找游菲兒 藍海晴之病人兼朋友，並被她暗戀 於第6集在蔣龍威迫下，與吳耀中假裝綁架蔣龍 於第13集與蘇德正打架，後摔倒並被藍海晴救起 於第19集和藍海晴發生一夜情 於第26集觀看片段誤以為自己推了游菲兒落山而決定自首，最終因沒有足夠證據而根據疑點利益歸於被告精神無罪釋放 （雖然結局交代真相為游菲兒自己失足墮下死亡，但是蒙一言最終還是無法記起） 參見蒙一言綁架案相關人物 |
| 王君馨         | 游菲兒 | Freeya、契家婆（吳耀中專稱） 文稿翻譯 2021年6月15日逝世 蒙一言之妻，與其結婚六年 蒙君瑞之媳婦，與他不和 李秀芳之媳婦 蒙小豆之大嫂 伊雲思之大學同學 吳順美之閨蜜好友 於第3集蒙一言被綁架後一直失蹤 於第24集發漲的屍體被發現在石灘上，後於同集曾被吳耀中懷疑是被伊雲思殺死，亦曾於同集被蒙一言懷疑是自己失憶期間殺死 於第25集蒙君瑞交代透露是被他錯手推下山致死 於第26集看片後一度令人誤以為被蒙一言殺死，實為她因突然行雷受驚而失足墮崖而死，純屬意外 |
| 陳寶琪（少年） | 蒙小豆 | 豆豆、阿豆 獸醫診所登記護士 臉上有一個胎記，須用化妝遮蔽 蒙君瑞、李秀芳之女 蒙一言之妹 李翰滔之外孫女 游菲兒之姑仔 藍海晴之中學同學兼好友 簡柏豪之員工，與其有感情線，後漸漸成為其女友 Gigi之同事 |
| 劉思希         | 蒙小豆 | 豆豆、阿豆 獸醫診所登記護士 臉上有一個胎記，須用化妝遮蔽 蒙君瑞、李秀芳之女 蒙一言之妹 李翰滔之外孫女 游菲兒之姑仔 藍海晴之中學同學兼好友 簡柏豪之員工，與其有感情線，後漸漸成為其女友 Gigi之同事 |

### 蒙一言綁架案相關人物
| 演員   | 角色   | 暱稱／關係 |
| 張達倫 | 伊雲思 | Evans、阿思（吳順美專稱）、打靶仔、契家佬（吳耀中專稱）、衰人前姐夫（吳耀松專稱）、伊公子（蒙君瑞專稱） 1980年7月14日出生 綁架案真正幕後黑手 滔朗物流前營運經理 吳順美之前夫 游菲兒之大學同學 蒙君瑞之前員工，與其不和 紀細、梁爽之幕後老大 於第3集登場 於第6集爲了找地方隱藏贖金而與吳順美復合並欺騙其感情 於第21集被劇情揭發爲綁架案的幕後主腦，因不滿蒙君瑞當日賣公司時擔保所有員工不會被解僱但最後未能夠守承諾而決定綁架蒙一言作爲報復兼賠償 於第24集被警方拘捕並承認綁架，在游菲兒身上偷了其餘贖金，並揭露因被梁爽襲擊而禁錮其並直至其逃走前不斷用藥將其長期迷暈                                                    |
| 李 嘉  | 紀 細  | 細哥、阿細（伊雲思專稱） 1980年出生 綁架案表面主腦 綁架案綁匪 滔朗物流前倉務員 伊雲思之手下 梁爽之老大 炎星之老大兼同鄉 於第2集登場，同集綁架蒙一言、吳耀中 於第16集被炎星提及前往旅遊，後於第19集回港 於第21集與伊雲思洽談後決定把梁爽滅口但因失敗而被警方拘捕 於第22集與伊雲思偷襲吳耀中與炎星 於第23集追殺吳耀中與蒙一言期間被車撞死 |
| 唐嘉麟 | 梁 爽  | 喪屍、爽爽（網名） 1984年出生 綁架案綁匪 滔朗物流前貨車司機 伊雲思之手下 紀細之手下 與炎星不和 經常吸食毒品 於第2集登場並於同集綁架蒙一言、吳耀中 於第11集起被伊雲思禁錮及不斷用藥長期迷暈 於第17集被炎星提及因吸食毒品過多被送往深切治療部 於第21集被紀細暗殺失敗 於第22集其因逃走而跳窗逃跑後因掉下去而導致其昏迷狀態，實為其因長期被伊雲思灌食過量迷姦水令身體超出負荷而昏迷 於第26集正式甦醒，並指吳耀中為本案重要證人 |
| 譚偉權 | 炎 星  | 揦鮓星、阿星 綁架案綁匪 紀細之手下兼同鄉 吳耀中之獄友 與梁爽不和 經常不洗澡，身上有一股臭腳味 於第1集稱只是想毆打蒙一言而向吳耀中拿其地址 於第22集與吳耀中發現伊雲思私吞贖金而設局勒索其，但因被識穿而被紀細刺傷，最後逃走失蹤 於第26集被吳耀中發現倒臥於小屋中並遭誤會其已死去，實為其因發燒而失去體力暈倒，後被吳耀中救回並被捕，後法庭上否認吳耀中曾就綁架案向自己勒索 |
| 郭晉安 | 吳耀中 | 吳中 綁架案唯一幕後幫兇 炎星之獄友 蒙一言之好友，利用欺騙及玩弄其，間接導致他被綁架，並因頭部受傷而失憶，後被其得知真相而決裂及疏離，最後患難過後和好成為好兄弟 於第1集提供地址給予炎星，以爲他們只會歐打蒙一言 於第2集發現實爲綁架勒索而被迫變成幫兇而決定假裝同樣被綁架 於第3集無意中成爲蒙一言被綁架的幫兇但一直隱瞞有份參與綁架 於第22集與炎星勒索伊雲思，但被紀細陷害刺傷，同時被蒙一言懷疑並安裝偷聽器才被對方發現真相 於第25集被蒙君瑞打暈，其身上的證物也被蒙君瑞取走 於第26集從修理好的攝影機記憶卡中得知殺死游菲兒的兇手為蒙一言 於第26集被梁爽指控為本案重要證人，後因炎星否認遭其勒索綁架而被判無罪 參見吳家 |
| 譚俊彥 | 蒙一言 | 阿蒙 綁架案受害者 吳耀中之好友，被其利用欺騙及玩弄因頭部受傷，後得知真相而決裂及疏離，最後患難過後和好成為好兄弟 因被綁架而導致患上短暫性全面失憶症 於第2集被伊雲思指使紀細及梁爽綁架 於第22集起使用監聽器偷聽吳耀中 參見蒙家 |

### 「One & One」室內設計公司
| 演員   | 角色   | 暱稱／關係 |
| 譚俊彥 | 蒙一言 | 阿蒙 「One & One」室內設計公司大股東 蘇德正之生意拍檔，後反目 參見蒙家 |
| 黃建東 | 蘇德正 | Ted、阿正 「One & One」室內設計公司股東兼設計師 蒙一言之生意拍檔，後反目 於第2集決定退股 於第13集與蒙一言打架 於第19集因被吳耀中與炎星發現其女友Coco另外一個男友爲黑社會人物後被二人索其，所以向蒙一言賤賣股份跑路 |
| 袁鎮業 | Kim    | 「One & One」室內設計公司設計師 蒙一言、蘇德正之下屬，後與蘇德正反目 |
| 范仲   | Bosco  | 「One & One」室內設計公司設計師 蒙一言、蘇德正之下屬，後與蘇德正反目 |
| 尹詩沛 | June   | 「One & One」室內設計公司設計師 蒙一言、蘇德正之下屬，後與蘇德正反目 |

### 其他角色
| 演員           | 角色                     | 暱稱／關係 |
| 黃可盈（童年） | 藍海晴                   | Yan、Dr. Nam、阿晴 「語後天晴」臨床心理學家 蒙一言之治療師兼朋友，並暗戀其 蒙小豆之前中學同學兼好友 於第4集登場 於第19集和蒙一言發生一夜情 |
| 湯洛雯         | 藍海晴                   | Yan、Dr. Nam、阿晴 「語後天晴」臨床心理學家 蒙一言之治療師兼朋友，並暗戀其 蒙小豆之前中學同學兼好友 於第4集登場 於第19集和蒙一言發生一夜情 |
| 胡 㻗          | 簡柏豪                   | Dr. Kan、Kenny 獸醫 患有銀屑病 Phoebe Hui之前男友 蒙小豆之上司，與其有感情線，後漸漸成為其男友 Gigi之上司 於第7集登場 角色名字映射周柏豪 |
| 樊亦敏         | 金清鈴                   | 鈴姐、阿鈴 台灣地產經紀 蒙君瑞之紅顏知己 於第6集登場 |
| 吳家樂         | 馬學勤                   | Vincent、Dr. Ma、鬍鬚佬 心胸肺外科醫生，並開設私家診所 已離婚 施文雅之主理醫生，欲追求施文雅 被吳耀中視為其救命恩人，後因追求施文雅成為情敵 於第13集登場 於第19集與施文雅去澳門看演唱會，後表白 於第26集欲向施文雅求婚，但劇情交代女方最後沒有接受                          |
| 單立文         | 蔣 龍                    | 龍哥、蔣生 黑幫老大 過氣演員／捷人財務公司老闆 蔣進之父 阮夢娜之夫 吳耀中、蒙一言之好友 於第2集提及，於第5集正式登場 於第5集被吳耀中打暈 於第6集威迫吳耀中和蒙一言假裝綁架自己 於第26集回港開設火鍋店，受吳耀中所拓勸說蒙一言過日本為他在當地的民宿設計，目的為將其盡快帶走 |
| 劉芷玲         | 艾 凡                    | Elfa 吳冠一之表姐 施文雅、吳耀中之侄女 於第12集在美國照顧正在參加遊學團之旅的吳冠一 |
| 彭懷安         | 林天光                   | 阿光、光豬（阮夢娜專稱） 黑幫老大 蔣龍之手下 跟阮夢娜發生婚外情 |
| 劉家聰         | 劉祥發                   | 阿發、發哥 蔣龍之手下 Coco之男友 於第6集登場 |
| 李天縱         | 阮夢娜                   | Mona、娜娜、蔣太、龍嫂 蔣龍之續弦妻子 蔣進之繼母 施文雅之客戶 跟林天光發生婚外情 於第5集登場 |
| 吳沚默         | 譚靜宜                   | Bonnie、Bonnie姐姐 化妝品售貨員 施文雅之同事兼朋友 |
| 胡美貽         | 詩                       | Cindy 化妝品售貨員 施文雅之同事 |
| 吳嘉儀         | Gigi                     | 獸醫診所護士 簡柏豪之下屬 蒙小豆之同事 |
| 陳潁熙         | Winnie                   | 「語後天晴」職員 |
| 張韡騰         | 金 水                    | 水哥 查記冰室侍應 |
| 陳狄克         | 明                       | 查記冰室水吧 |
| 蘇麗明         |                          | 查記冰室侍應 |
| 煒 烈          |                          | 查記冰室老闆 |
| 蔡國威         |                          | 警察 於第1集搗毀賭場（第1集） |
| 曾琬莎         |                          | 主播（第3、21、23集） |
| 區軒瑋         |                          | 醫生 判定蒙一言患上「暫時性全面失憶」（第3集） |
| 程浩駿         |                          | 黑社會（第3集） |
| 李啟傑         |                          | 黑社會（第3集） |
| 葉家泓         |                          | 健身中心職員（第4－5集） |
| 曾慧雲         |                          | 便利店店員（第4－5集） |
| 崔錦棠         |                          | 「森之風壽司店」老闆 吳耀中之前上司，因吳耀中虧空公款而報警將他拘捕（第4集） |
| 李善           | 華                       | 蒙小豆之前男友 因看見蒙小豆卸妝後臉上的胎記厭棄其而分手（第4集） |
| 廖家爵         |                          | 蒙小豆之朋友（第4集） |
| 陳嘉維         |                          | 蒙小豆之朋友（第4集） |
| 陳 峰          |                          | 蒙小豆之朋友（第4集） |
| 羅毓儀         |                          | 蒙小豆之朋友（第4集） |
| 吳幸美         |                          | 主播（第4、7集） |
| 吳珮如         |                          | 老師 吳冠一、蔣進之班主任（第5－7、12集） |
| 潘冠霖         | Donna                    | 蔣家工人（第5集） |
| 田宇軒         | 蔣 進                    | 阿進、進仔 學生 蔣龍之子 阮夢娜之繼子 吳冠一之同學，經常欺凌他 於第7集被蔣龍教訓（第5－7集） |
| 陳俊堅         | 宏                       | 拉丁舞助教 被蒙一言誤會其與游菲兒有染（第7－9集） |
| 關梓陽         |                          | 游菲兒之朋友（第7集） |
| 威廉陳         |                          | 狗主（第7集） |
| 霍健邦         | 和師兄                   | 「森之風壽司店」師傅 吳耀中之前同事（第7、12、17集） |
| 鄧永健         |                          | 翻譯員（第7集） |
| 陳靖雲         |                          | 簽證申請公司職員（第7集） |
| 秦啟維         | 陳Sir                    | 吳耀松之輔導社工（第8、10、16－17、24集） |
| 楊證樺         |                          | 天王星酒店經理（第8集） |
| 簡家麒         |                          | 警員（第8、13、20、23－24、26集） |
| 李梓謙         |                          | 警員（第8、13、20、23－24、26集） |
| 陳戩浩         |                          | 路人（第8集） |
| 陳戩浩         | 便利店職員（第21－22集） | |
| 何佩珉         |                          | 跳舞學校職員（第8集） |
| 謝可逸         |                          | 攝影師（第8集） |
| 杜愛恩         |                          | 模特兒（第8集） |
| 梁雯蔚         |                          | 職員（第8集） |
| 趙樂賢         | 獨贏輝                   | 天王星酒店前台服務員 吳耀中之舊同事（第9集） |
| 郭千瑜         |                          | 健身女（第9集） |
| 曾海昌         |                          | 健身教練（第9集） |
| 盧偉文         | Jacky仔                  | （第9集） |
| 蕭凱欣         |                          | 拉丁舞教師（第9集） |
| 黃耀煌         |                          | 酒保（第9、13、18集） |
| 何晉樂         |                          | 酒吧侍應（第9、13、18集） |
| 莫偉文         | 炳 哥                    | 配音公司老闆（第10、12－13集） |
| 張智軒         | 鷹 哥                    | 鷹眼私家偵探社老闆兼私家偵探 協助蒙一言調查游菲兒的下落（第11－12、20、22集） |
| 黃穎君         |                          | 餐廳侍應 於第25集成為警方目擊證人指證蒙君瑞（第11、14、21－22、25集） |
| 張本立         | 朱 生                    | 蒙一言之客戶（第11－13集） |
| 鄒兆霆         |                          | 健身教練（第11集） |
| 梁百川         |                          | 便利店職員（第11、14－15、17、20集） |
| 劉芷希         | Phoebe Hui               | 簡柏豪之前女友 蒙小豆之假想情敵（第12、15、19集） |
| 朱樂洺         | David仔                  | （第12集） |
| 李顯曜         | Joe                      | 設計師（第12－13集） |
| 黃梓瑋         | 惠                       | 惠姐 荃之妻，經常被其虐打 施文雅之鄰床病人 於第14集決定離開荃，重過新生活（第13－14集） |
| 邵卓堯         | 畢 生                    | （第14集） |
| 蕭徽勇         | 荃                       | 惠之夫，經常虐打其（第14集） |
| 陳榮峻         | 華 哥                    | 李翰滔之舊夥記（第17、21集） |
| 楊 埕          | Coco                     | 內地女子 與蘇德正發生關係 劉祥發之女友（第18－19集） 於第18集與蘇德正被吳耀中和炎星跟踪，並於第19集被偷拍 |
| 黎日楠         |                          | Van仔司機（第19集） |
| 林慧君         |                          | 傢私鋪職員（第19集） |
| 陳劍輝         |                          | 建材鋪老闆（第19集） |
| 吳天兒         |                          | 空姐（第20集） |
| 李泓靖         |                          | 空姐（第20集） |
| 王致狄         | 李 仁                    | 重案組警員（第20集） |
| 文竣瑋         |                          | 侍應（第20集） |
| 林浩文         |                          | 吵交男（第20集） |
| 陳嘉慧         |                          | 吵交女（第20集） |
| 彭翔翎         |                          | 首飾店職員（第20集） |
| 江富強         | 強 哥                    | 車房職員 於網上售賣賊贓（第20集） |
| 黃潤成         |                          | 侍應（第21－22集） |
| 黃潤成         | 經理（第25集）           | |
| 梁珈詠         |                          | 護士（第21－22集） |
| 周嘉全         |                          | CID（第21集） |
| 吳子           |                          | CID（第21集） |
| 文雅           |                          | 按摩女郎（第22集） |
| 莫家淦         | 林永泰                   | 林Sir 新界東警署重案組警長 王志淙之搭檔 調查游菲兒死亡一案（第23－26集） |
| 姚宏遠         | 王志淙                   | 阿淙 新界東警署重案組警員 林永泰之搭檔 調查游菲兒死亡一案（第23－26集） |
| 鄭詠謙         |                          | CID（第23－25集） |
| 李嘉晉         |                          | CID（第23－25集） |
| 楊家寶         |                          | 主持（第23集） |
| 黎寬怡         |                          | 警訊主持（第23集） |
| 魏惠文         | 樂 哥                    | 「秋葉田電子影音器材」維修員 吳順美之朋友（第25集） |
| 曾健明         | 敬 哥                    | 電腦店老闆（第25－26集） |
| 董敬文         |                          | 吳耀中之代表律師（第26集） |
| 吳展驊         |                          | 主控官（第26集） |
| 蔡康年         |                          | 法官（第26集） |

## 製作
- 2019年9月30日：此劇於將軍澳工業邨駿才街77號電視廣播城一廠Common Room舉行試造型會。[7]
- 2019年11月15日：此劇在將軍澳工業邨駿才街77號電視廣播城舉行拜神儀式。[8]
- 2020年1月2日：正式煞科。[9]

## 收視
本劇於香港無綫電視翡翠台及myTV SUPER七日跨平台總收視之紀錄：
| 週次 | 集數   | 日期                         | 平均收視 | 最高收視 | 備註                         |
| 1    | 1－5   | 2021年2月15日－2021年2月19日 | 22.9點   | 23.7點   | 第4集七天跨平台總收視23.7點  |
| 2    | 6－10  | 2021年2月22日－2021年2月26日 | 22.8點   | 24.6點   | 第9集七天跨平台總收視24.6點  |
| 3    | 11－15 | 2021年3月1日－2021年3月5日   | 22.3點   | 23.3點   | 第14集七天跨平台總收視23.3點 |
| 4    | 16－20 | 2021年3月8日－2021年3月12日  | 23.0點   | 24.6點   | 第19集七天跨平台總收視24.6點 |
| 5    | 21－25 | 2021年3月15日－2021年3月19日 | 24.4點   | 25.5點   | 第24集七天跨平台總收視25.5點 |
|      | 26－27 | 2021年3月20日                | 23.4點   |          |                              |
| 全劇 | 全劇   | 全劇                         | 23.1點   | 25.5點   |                              |

## 獎項

### 萬千星輝頒獎典禮2021
| 年份   | 獎項               | 單位               | 結果     |
| ------ | ------------------ | ------------------ | -------- |
| 2021年 | 最佳劇集           | 失憶24小時         | 提名     |
| 2021年 | 最佳男主角         | 郭晉安             | 提名     |
| 2021年 | 最佳男主角         | 譚俊彥             | 提名     |
| 2021年 | 最佳女主角         | 王君馨             | 提名     |
| 2021年 | 最佳女主角         | 湯洛雯             | 提名     |
| 2021年 | 最受歡迎電視男角色 | 郭晉安（吳耀中）   | 最后十强 |
| 2021年 | 最受歡迎電視男角色 | 譚俊彥（蒙一言）   | 提名     |
| 2021年 | 最受歡迎電視男角色 | 姜大衛（蒙君瑞）   | 提名     |
| 2021年 | 最受歡迎電視女角色 | 譚凱琪（施文雅）   | 提名     |
| 2021年 | 最受歡迎電視女角色 | 江欣燕（吳順美）   | 提名     |
| 2021年 | 最佳男配角         | 姜大衞             | 提名     |
| 2021年 | 最佳男配角         | 張達倫             | 提名     |
| 2021年 | 最佳女配角         | 譚凱琪             | 提名     |
| 2021年 | 最佳女配角         | 江欣燕             | 提名     |
| 2021年 | 飛躍進步男藝員     | 胡 㻗              | 提名     |
| 2021年 | 最受歡迎電視歌曲   | 摯友（吳浩康主唱） | 提名     |
| 2021年 | 最受歡迎電視拍檔   | 郭晉安 、譚俊彥    | 提名     |
| 2021年 | 萬千光輝演藝大獎   | 姜大衛             | 獲獎     |

## 外部連結
- 無綫電視官方網頁 - 《失憶24小時》 （页面存档备份，存于）
- 《失憶24小時》最新消息 - Instagram
- 《失憶24小時》拍攝跟蹤 - TVB 劇集情報社 （页面存档备份，存于）
- 《失憶24小時》拍攝跟蹤 - TVB 劇集情報社 （页面存档备份，存于）
- YouTube上的TVB節目巡禮2021｜黑色喜劇 失憶24小時.TVB (official).2020-10-27
- 豆瓣电影上《失憶24小時》的資料 （简体中文）

## 電視節目的變遷
| 香港 無綫電視翡翠台／ 澳門 TVB Anywhere翡翠台 星期一至五 20:30－21:30 | 香港 無綫電視翡翠台／ 澳門 TVB Anywhere翡翠台 星期一至五 20:30－21:30 | 香港 無綫電視翡翠台／ 澳門 TVB Anywhere翡翠台 星期一至五 20:30－21:30 |
| --------------------------------------------------------------------- | --------------------------------------------------------------------- | --------------------------------------------------------------------- |
|                                                                       | 失憶24小時（第1－25集） （2021年2月15日－2021年3月19日）              |                                                                       |
| 燕雲台 （星期一至六） （2021年1月4日－2021年2月13日）                 | 愛美麗狂想曲 （2021年3月22日－2021年4月30日）                         |                                                                       |

| 香港 無綫電視翡翠台／ 澳門 TVB Anywhere翡翠台 星期六 20:35－22:30 | 香港 無綫電視翡翠台／ 澳門 TVB Anywhere翡翠台 星期六 20:35－22:30             | 香港 無綫電視翡翠台／ 澳門 TVB Anywhere翡翠台 星期六 20:35－22:30 |
| ----------------------------------------------------------------- | ----------------------------------------------------------------------------- | ----------------------------------------------------------------- |
|                                                                   | 失憶24小時（大結局） （香港首播版第26集，原裝版第26－27集） （2021年3月20日） |                                                                   |
| 博愛歡樂傳萬家 （2021年3月13日）                                  | 薛家燕愛你無限60年演唱會 （2021年3月27日）                                    |                                                                   |

| 香港 無綫電視翡翠台中午劇集時段 星期一至五 11:45-12:40 | 香港 無綫電視翡翠台中午劇集時段 星期一至五 11:45-12:40 | 香港 無綫電視翡翠台中午劇集時段 星期一至五 11:45-12:40 |
| ------------------------------------------------------ | ------------------------------------------------------ | ------------------------------------------------------ |
|                                                        | 失憶24小時 （2022.10.18 - 2022.11.28）                 |                                                        |
| 木棘証人 （2022.09.20 - 2022.10.17）                   | 華麗轉身 （2022.11.29 － 2022.12.30）                  |                                                        |

| 翡翠台香港時區 星期一至五 20:30－21:30     | 翡翠台香港時區 星期一至五 20:30－21:30                   | 翡翠台香港時區 星期一至五 20:30－21:30 |
| ------------------------------------------ | -------------------------------------------------------- | -------------------------------------- |
|                                            | 失憶24小時（第1－25集） （2021年2月15日－2021年3月19日） |                                        |
| 倩女喜相逢 （2021年2月1日－2021年2月14日） | 愛美麗狂想曲 （2021年3月22日－2021年4月30日）            |                                        |

| 翡翠台香港時區 星期六 20:30－22:30 | 翡翠台香港時區 星期六 20:30－22:30                    | 翡翠台香港時區 星期六 20:30－22:30 |
| ---------------------------------- | ----------------------------------------------------- | ---------------------------------- |
|                                    | 失憶24小時（大結局） （第26－27集） （2021年3月20日） |                                    |
| 博愛歡樂傳萬家 （2021年3月13日）   | 薛家燕愛你無限60年演唱會 （2021年3月27日）            |                                    |

| 新加坡翡翠台 星期一至五 20:30－21:30     | 新加坡翡翠台 星期一至五 20:30－21:30          | 新加坡翡翠台 星期一至五 20:30－21:30 |
| ---------------------------------------- | --------------------------------------------- | ------------------------------------ |
|                                          | 失憶24小時 （2021年2月15日－2021年3月20日）   |                                      |
| 燕雲台 （2020年12月29日－2021年2月15日） | 愛美麗狂想曲 （2021年3月22日－2021年4月30日） |                                      |

| 美国 TVB1 星期一至五 黃金劇場 東岸時間 20:00－21:00 · 2021年3月20日（星期六）20:00－22:00 | 美国 TVB1 星期一至五 黃金劇場 東岸時間 20:00－21:00 · 2021年3月20日（星期六）20:00－22:00 | 美国 TVB1 星期一至五 黃金劇場 東岸時間 20:00－21:00 · 2021年3月20日（星期六）20:00－22:00 |
| ----------------------------------------------------------------------------------------- | ----------------------------------------------------------------------------------------- | ----------------------------------------------------------------------------------------- |
|                                                                                           | 失憶24小時 （2021年2月15日－2021年3月20日）                                               |                                                                                           |
| 燕雲台 （星期一至日） （2020年12月28日－2021年2月14日）                                   | 愛美麗狂想曲 （2021年3月22日－2021年4月30日）                                             |                                                                                           |

| 马来西亚 Astro AOD 星期一至五 20:30－21:30 · 2021年3月20日 星期六 20:30－22:30 | 马来西亚 Astro AOD 星期一至五 20:30－21:30 · 2021年3月20日 星期六 20:30－22:30 | 马来西亚 Astro AOD 星期一至五 20:30－21:30 · 2021年3月20日 星期六 20:30－22:30 |
| ------------------------------------------------------------------------------ | ------------------------------------------------------------------------------ | ------------------------------------------------------------------------------ |
|                                                                                | 失憶24小時 （2021年2月15日－2021年3月20日） （标清版本于2021年3月15日停播）    |                                                                                |
| 燕雲台 （2020年12月29日－2021年2月15日）                                       | 愛美麗狂想曲 （2021年3月22日－2021年4月30日）                                  |                                                                                |

| 马来西亚、 菲律賓 翡翠台 星期一至五 20:30－21:30 | 马来西亚、 菲律賓 翡翠台 星期一至五 20:30－21:30 | 马来西亚、 菲律賓 翡翠台 星期一至五 20:30－21:30 |
| ------------------------------------------------ | ------------------------------------------------ | ------------------------------------------------ |
|                                                  | 失憶24小時 （2021年2月15日－2021年3月20日）      |                                                  |
| 燕雲台 （2020年12月29日－2021年2月15日）         | 愛美麗狂想曲 （2021年3月22日－2021年4月30日）    |                                                  |

| 加拿大 新時代電視2高清台 星期一至五 16:30－17:30 | 加拿大 新時代電視2高清台 星期一至五 16:30－17:30 | 加拿大 新時代電視2高清台 星期一至五 16:30－17:30 |
| ------------------------------------------------ | ------------------------------------------------ | ------------------------------------------------ |
|                                                  | 失憶24小時 （2021年2月15日－2021年3月20日）      |                                                  |
| 燕雲台 （2020年12月28日－2021年2月14日）         | 愛美麗狂想曲 （2021年3月22日－2021年4月30日）    |                                                  |
| 東岸時間／多倫多 星期一至五 19:30－20:30         |                                                  |                                                  |
| 燕雲台 （2020年12月28日－2021年2月14日）         | 失憶24小時 （2021年2月15日－2021年3月20日）      | 愛美麗狂想曲 （2021年3月22日－2021年4月30日）    |

| 澳洲 翡翠台 星期二至六 20:30－21:30 2021年3月21日 星期日 20:30－22:30 | 澳洲 翡翠台 星期二至六 20:30－21:30 2021年3月21日 星期日 20:30－22:30 | 澳洲 翡翠台 星期二至六 20:30－21:30 2021年3月21日 星期日 20:30－22:30 |
| --------------------------------------------------------------------- | --------------------------------------------------------------------- | --------------------------------------------------------------------- |
|                                                                       | 失憶24小時 （2021年2月16日－2021年3月21日）                           |                                                                       |
| 燕雲台 （2020年12月29日－2021年2月15日）                              | 愛美麗狂想曲 （2021年3月23日－2021年5月1日）                          |                                                                       |

| 新加坡 HUB娛家戲劇台 星期一至五 19:00－20:00 | 新加坡 HUB娛家戲劇台 星期一至五 19:00－20:00 | 新加坡 HUB娛家戲劇台 星期一至五 19:00－20:00 |
| -------------------------------------------- | -------------------------------------------- | -------------------------------------------- |
|                                              | 失憶24小時 （2021年7月15日－2021年8月20日）  |                                              |
| 大步走 （2021年6月10日－2021年7月14日）      | 錦心似玉 （2021年8月23日－2021年10月22日）   |                                              |